# Chiloglanis ruziziensis
Chiloglanis ruziziensis är en fiskart som beskrevs av De Vos, 1993. Chiloglanis ruziziensis ingår i släktet Chiloglanis och familjen Mochokidae. IUCN kategoriserar arten globalt som akut hotad. Inga underarter finns listade i Catalogue of Life.